# Shaama Sandooyea
Shaama Sandooyea (née le 7 janvier 1997) est une joueuse de badminton mauricienne,, une militante pour le climat et a réalisé des études de biologie marine. 

## Études
Elle étudie les sciences marines à l'université de Maurice.

## Parcours sportif
Shaama Sandooyea participe aux Jeux africains de la jeunesse de 2014 à Gaborone et remporte respectivement une médaille d'argent et une médaille de bronze en double et en simple filles,, ainsi que la médaille de bronze en équipe. Elle est médaillée de bronze aux Championnats d'Afrique par équipes 2020 au Caire.

### Jeux africains de la jeunesse
Simple filles
| An   | Lieu                                    | Adversaire          | Score        | Résultat |
| ---- | --------------------------------------- | ------------------- | ------------ | -------- |
| 2014 | Otse Police College, Gaborone, Botswana | Janke van der Vyver | 21-23, 16-21 | Bronze   |

Double filles
| An   | Lieu                                    | Partenaire    | Adversaire                         | Score        | Résultat |
| ---- | --------------------------------------- | ------------- | ---------------------------------- | ------------ | -------- |
| 2014 | Otse Police College, Gaborone, Botswana | Aurélie Allet | Dorcas Ajoke Adesokan Deborah Ukeh | 15–21, 15–21 | Argent   |

### BWF International Challenge/Series
Double dames
| An   | Tournoi                 | Partenaire      | Adversaire                     | But          | Résultat  |
| ---- | ----------------------- | --------------- | ------------------------------ | ------------ | --------- |
| 2012 | Mauritius International | Shama Aboobakar | Allisen Camille Cynthia Course | 16–21, 14–21 | Finaliste |

## Engagement pour le climat
En 2019, elle est l'une des initiatrices de Fridays for Future à Maurice,,. En 2020, elle participe aux opérations pour contenir les effets de la marée noire à la suite de l'échouage du MV Wakashio. En mars 2021, lors d'une mission de recherche avec Greenpeace, elle participe à la première manifestation sous-marine de la grève mondiale pour le climat en plongeant, avec d'autres militants de Fridays for Future, entre les Seychelles et l'île Maurice, sur le site de Saya de Malha,.